# Sharp PC-1210
Der SHARP PC-1210 der Firma Sharp war der erste in Deutschland erhältliche BASIC-programmierbare Taschencomputer. Zur Markteinführung 1980 war der Rechner durch den niedrigen Einstiegspreis (ab ca. 330 DM) und die gute Verfügbarkeit (die Geräte konnten z. B. im Versandhandel bei Quelle bestellt werden) auch eine preisgünstige Alternative für Computereinsteiger. Unmittelbar nach dessen Einführung erschien das bis auf den größeren Arbeitsspeicher (1,9 KB) identische Schwestermodell SHARP PC-1211.
Ein zum SHARP PC-1211 baugleiches Gerät wurde von der Firma Tandy/RadioShack unter der Bezeichnung Tandy TRS-80 Pocket Computer vermarktet. Diese Rechner waren bis auf ein weißes Display, schwarzen (anstatt braunen) Kunststoffteilen sowie einem anderen Typenschild oben rechts neben dem Display identisch mit den SHARP-Modellen.

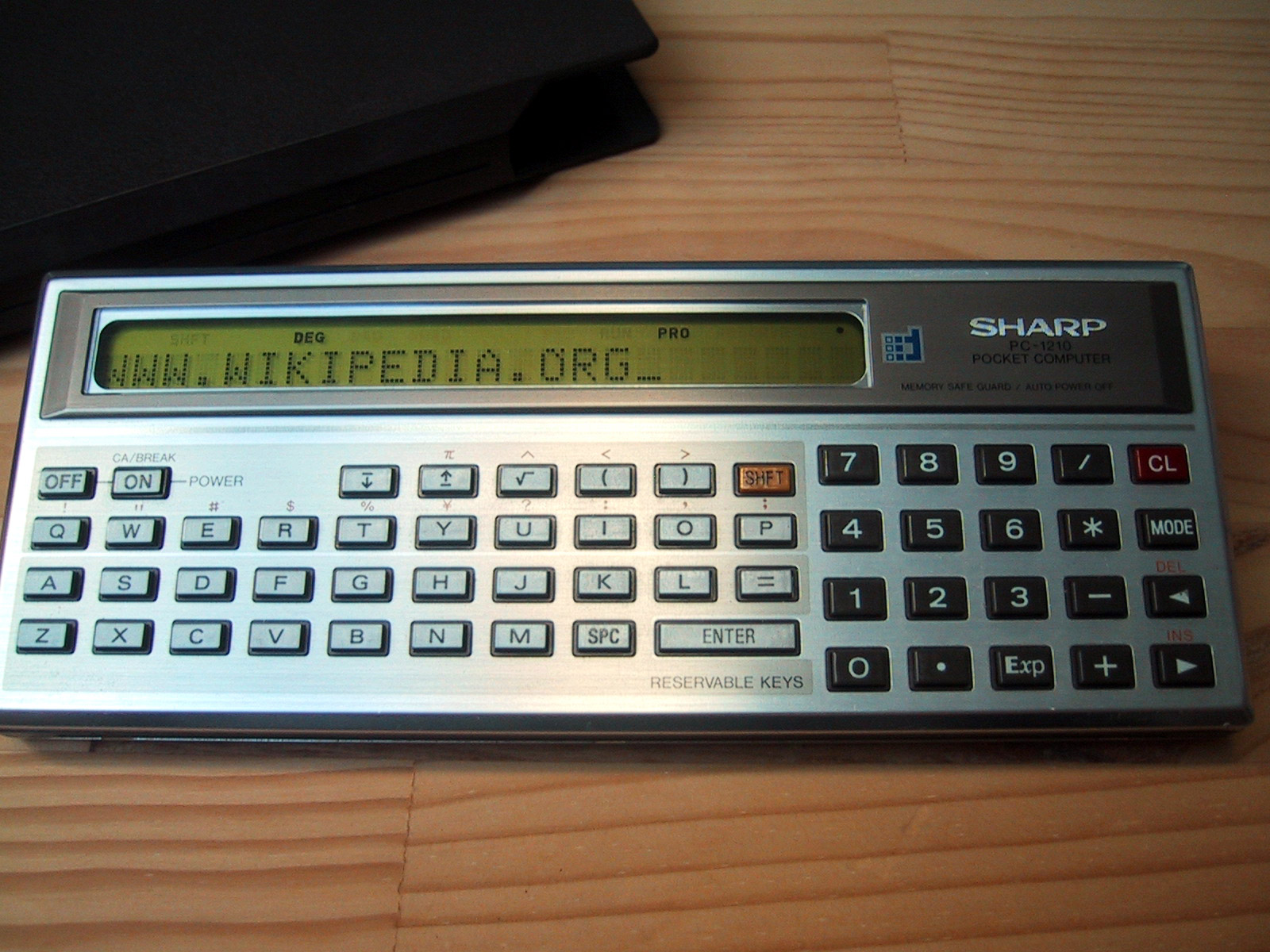
Sharp PC-1210 Pocket Computer

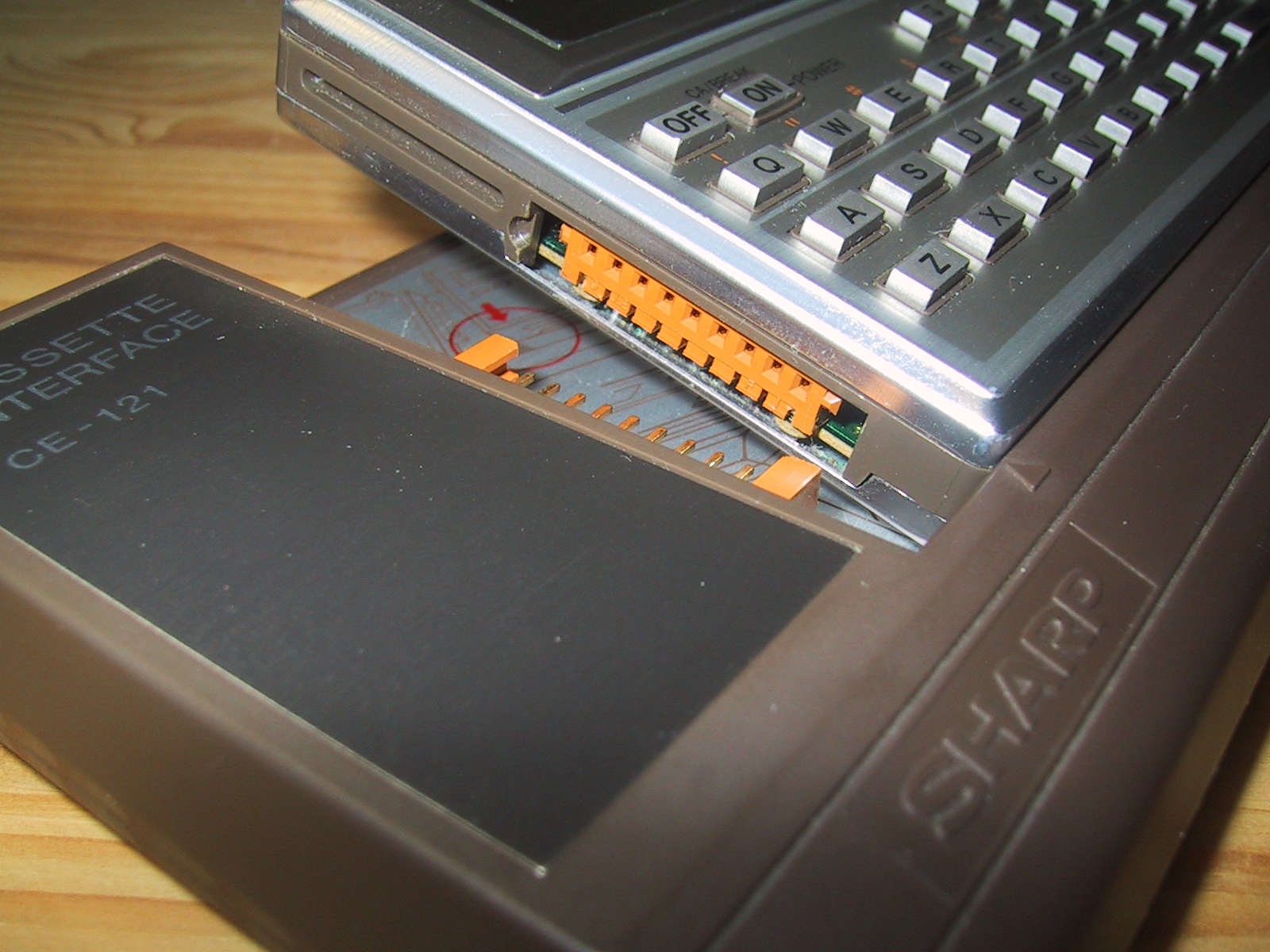
9-polige Schnittstelle

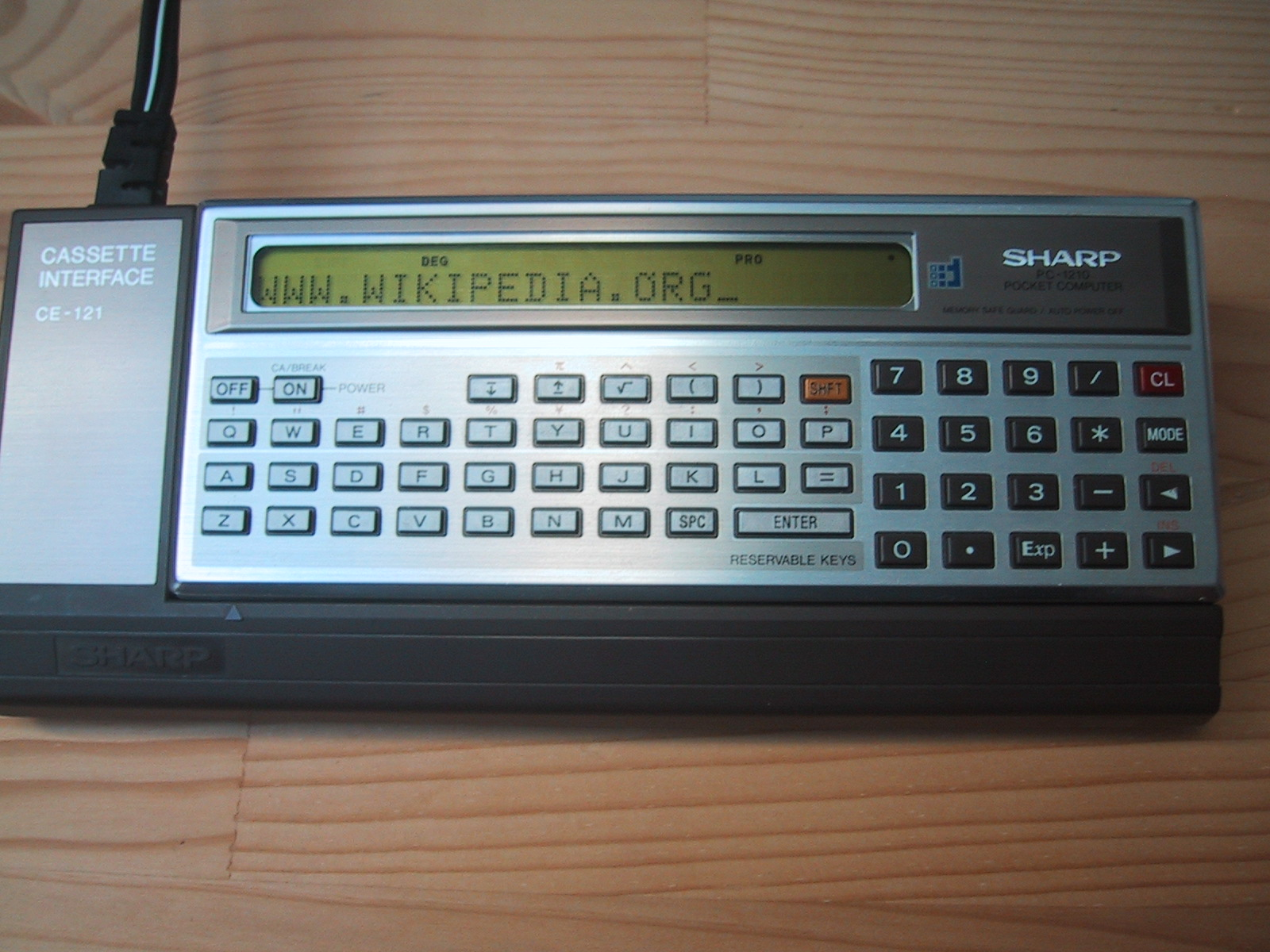
PC-1210 mit Schnittstelle CE-121

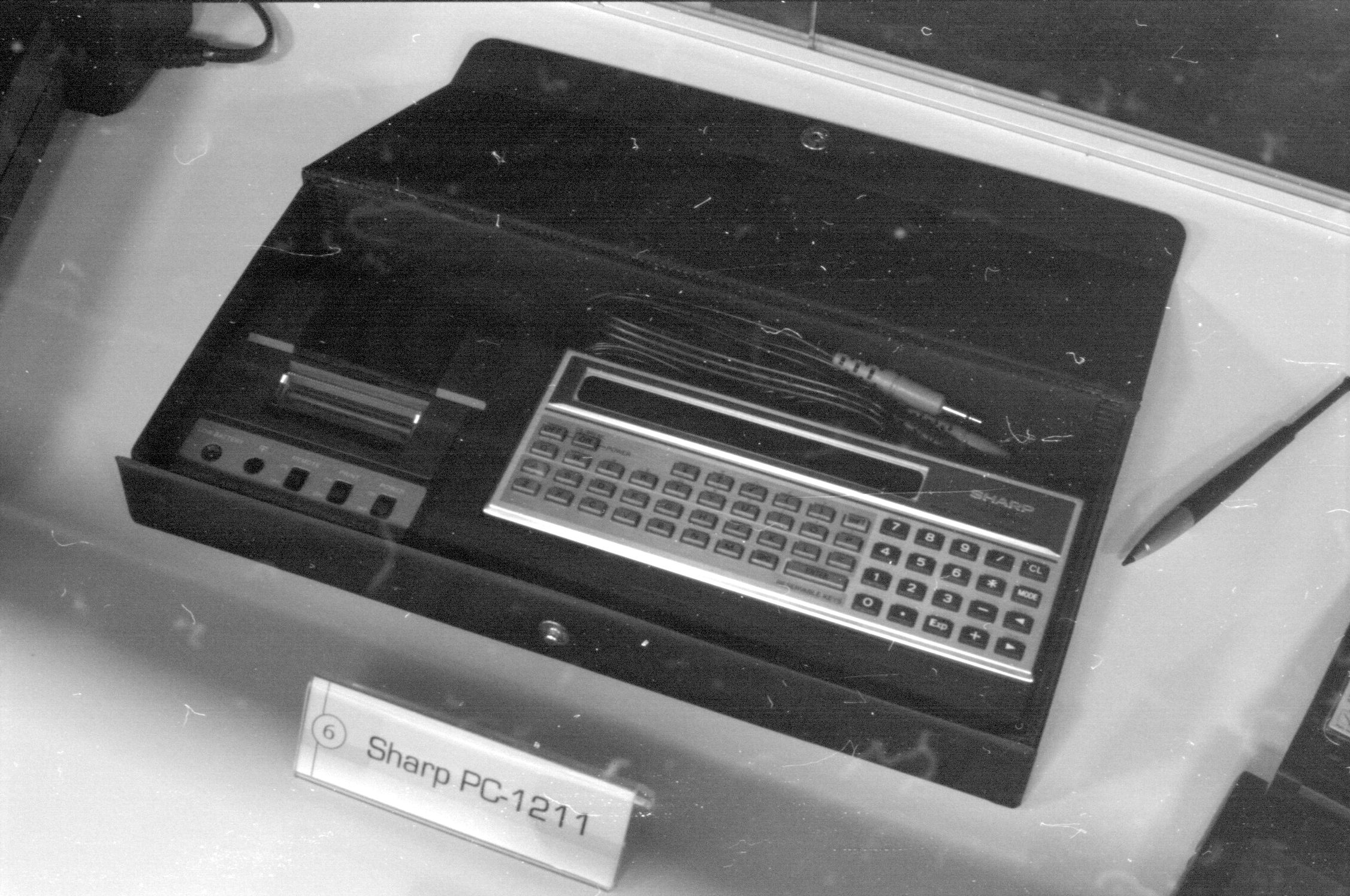
PC-1211 mit Drucker CE-122 in Reisetasche

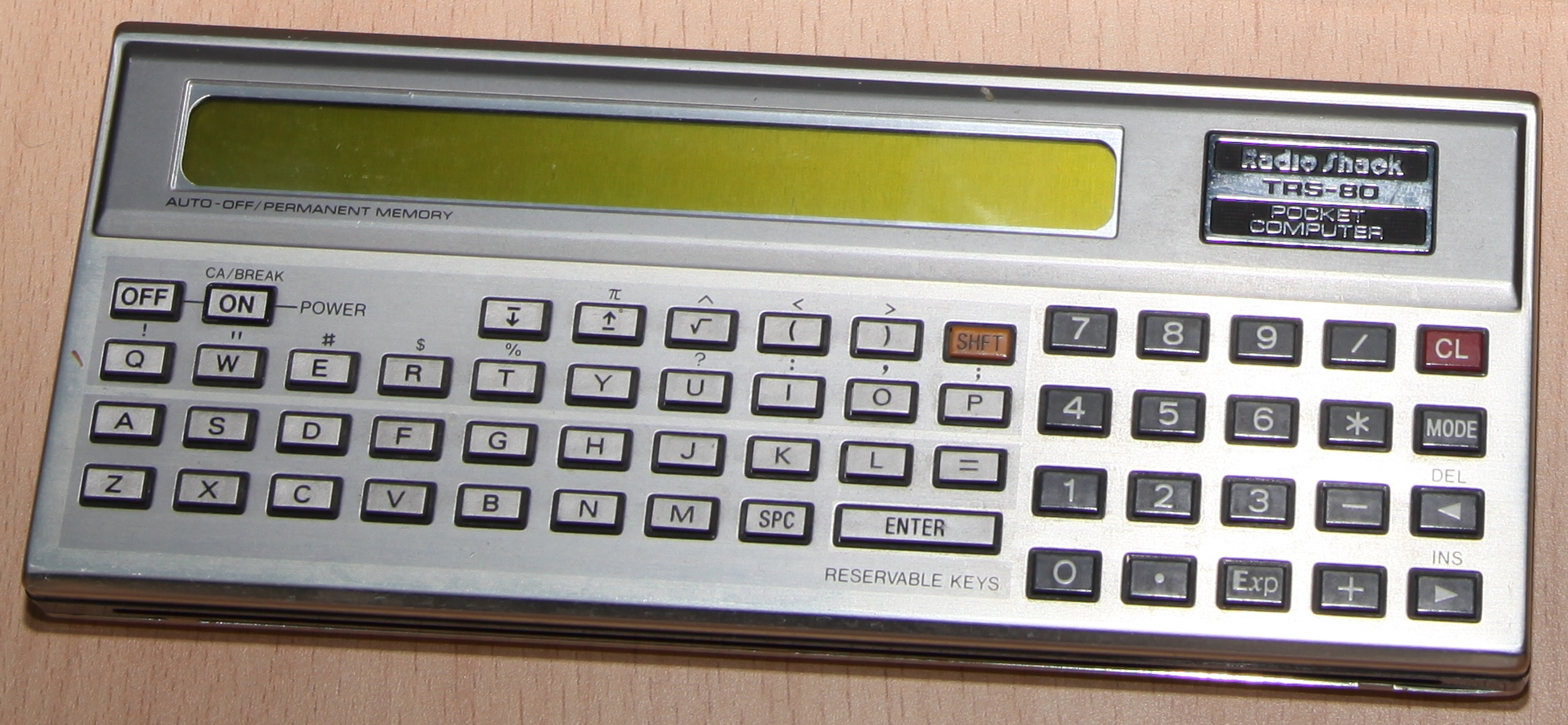
TRS-80 PC

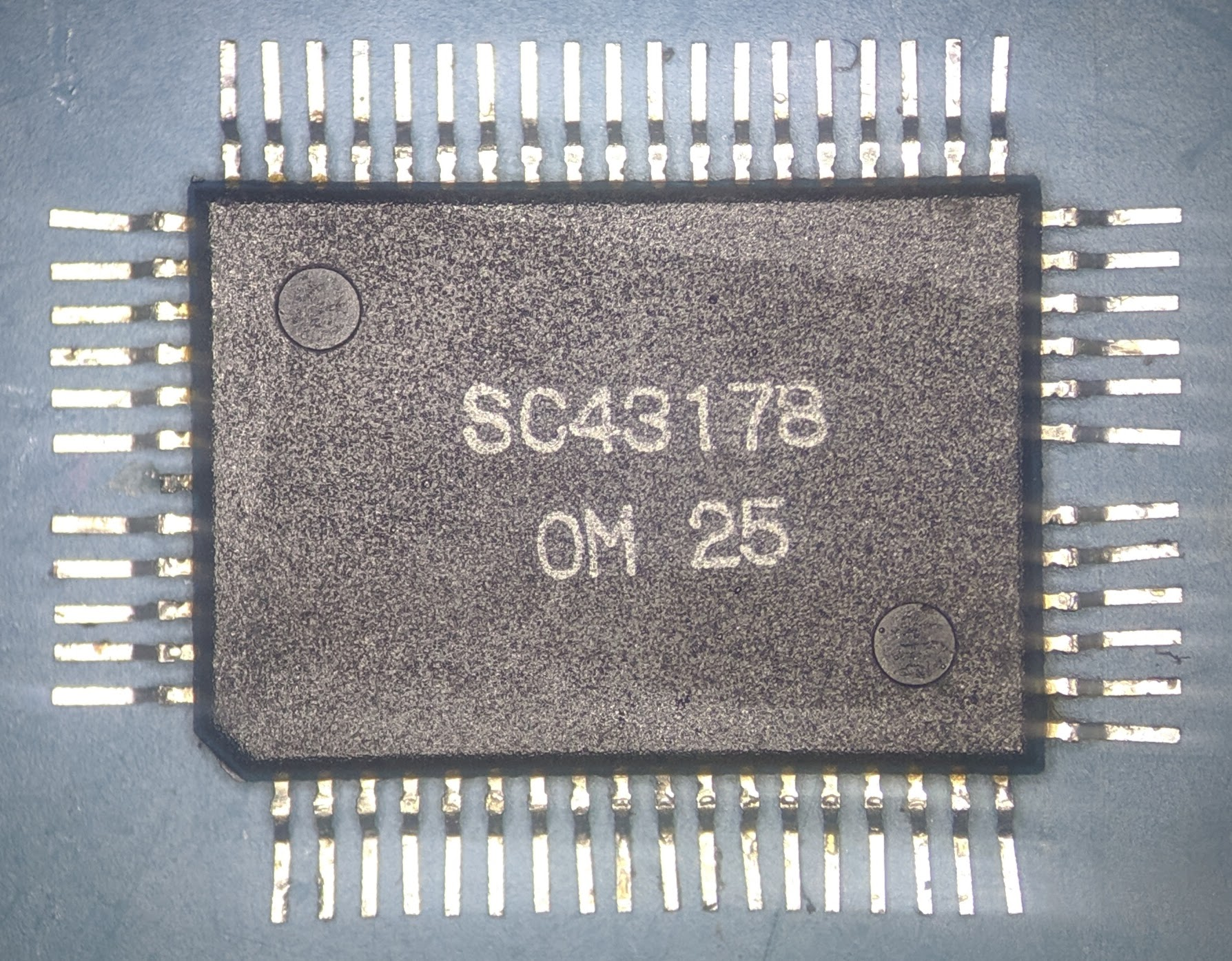
Mikroprozessor SC43178

## Programmierbarkeit
Bis zum Erscheinen dieses Rechners waren die ‚Sprachen‘ der programmierbaren Taschenrechner (zum Beispiel TI-59) stets hersteller- beziehungsweise modellgebunden. Der SHARP PC-1210 konnte herstellerunabhängig Programme verarbeiten, die in der damals sehr populären Programmiersprache BASIC erstellt waren.
Der nutzbare Speicher teilte sich beim PC-1210 in einen Programmspeicher mit 400 Schritten sowie 26 Datenspeicher mit 8 Schritten (A–Z) und einen Reservespeicher mit bis zu 18 Ausdrücken mit insgesamt 48 Schritten auf. Darüber hinaus standen weitere 50 ‚flexible‘ Datenspeicher mit je 8 Schritten zur Verfügung (A(27)–A(76)), was allerdings zu Lasten des Programmspeichers ging. Der größere PC-1211 verfügte über 1424 Schritte Programmspeicher, identischen Daten- und Reservespeicher sowie max. 178 ‚flexible‘ Datenspeicher A(27) - A(204).
Die Rechengenauigkeit (intern) betrug 12 Stellen Mantisse, 2 Stellen Exponent.
Mit dem rund zwei Dutzend BASIC-Befehle umfassenden Interpreter ließen sich so zumindest auf dem PC-1211 schon relativ komplexe Programme erstellen. Ein BASIC-Befehl belegte dabei nur ein Byte. Wer vor Lötarbeiten nicht zurückschreckte, konnte den PC-1210 für etwa 80 DM mit einer Speichererweiterung in einen PC-1211 verwandeln.

## Ausstattung und Peripherie
Im Lieferumfang der Rechner befand sich neben Grundgerät, Einsteckhülle (Hardcase), deutschsprachiger Bedienungsanleitung und Tastaturschablonen auch eine umfangreiche englischsprachige Programmsammlung. Neben zahlreichen Programmen aus dem Bereich der Physik, Statistik oder Geometrie waren hier auch rund ein Dutzend Spiele enthalten.
Beide Rechner waren auf der linken Gehäuseseite mit einer Schnittstelle ausgestattet. Darüber konnten die Taschencomputer an ein Bandlaufwerk zur Datenspeicherung oder an einen Drucker angeschlossen werden. Die Rechner wurden dabei in die Schnittstelle quasi 'hineingelegt'. Die abgebildete Schnittstelle CE-121 war eine reine Schnittstelle zu einem handelsüblichen Kassettenrekorder und verfügte über zwei 3,5 mm Mono-Klinkenstecker zur Tonübertragung sowie einen 2,6 mm Klinkenstecker zur Steuerung des Rekorders. Der Drucker CE-122 druckte über ein Farbband auf Normalpapier-Rollen mit 16 Zeichen pro Zeile. Später wurden auch kombinierte Geräte angeboten, die neben einem Drucker auch ein Miniatur-Bandlaufwerk integriert hatten, das auf Mini-Kassetten aufzeichnete (ähnlich einem Diktiergerät).

## Technische Daten
- RAM: 0,9 KB, davon 0,4 KB verfügbar (PC-1210); 1,9 KB, davon 1,4 KB verfügbar (PC-1211). Laut Service Manual ist die Speicheraufteilung zerstückelt. Programmspeicher und Stack liegen in 1 (bzw. 3) RAM-Chips, außerdem werden übrige Speicherbereiche in den 3 LCD-Treiberchips benutzt (insgesamt 3 * 128 Bytes, z. B. für Tastatur-Eingabepuffer, Kommunikationspuffer zwischen den beiden CPUs, sowie die festen Variablen A–V).
- ROM: 11 KB
- CPU: CMOS SC-43177(A) und SC-43178; 4 bit; Taktfrequenz: 256 kHz
- Betriebssystem: SHARP-Eigenentwicklung
- Programmiersprache: BASIC mit teilweise herstellerspezifischem Dialekt
- Anzeige: monochrome 24-stellige Punktmatrixanzeige in LCD-Technik (5×7 Matrix), über die Zahlen, Großbuchstaben und Sonderzeichen dargestellt werden können, jedoch keine Grafik. Berechnungen werden mit maximal zehnstelliger Mantisse und zweistelligem Exponent dargestellt.
- Ton: piezoelektrischer Summer für einfache Signaltöne, ansprechbar über den BASIC-Befehl 'BEEP'.
- Tastatur: QWERTY-Tastatur sowie ein Zehnerblock und Sonderfunktionstasten
- Schnittstellen: 9-pin Erweiterungsport für ein Kassetten-Interface und/oder Drucker
- Stromversorgung: 5,4 Volt Gleichstrom über vier Knopfzellen vom Typ MR-44 für eine Betriebsdauer von etwa 300 Stunden (Verbrauch: 0,009 W).
- Abmessungen: 175 mm × 70 mm × 15 mm
- Gewicht: ca. 170 g